# 朝日出版社
株式会社朝日出版社（あさひしゅっぱんしゃ、英：Asahi Press）は、日本の出版社。本社を東京都千代田区西神田三丁目に置く。
社名は創業者の恩師にちなみ、朝日新聞社や朝日新聞出版などは一切の関連がない。

## 概要
原雅久が学習院大学卒業後に、神田神保町の貸店舗で書店を開業して1962年6月21日に創業した。社名は大学時代の恩師・朝日英夫の苗字にちなむ。原は大学でドイツ文学を学び、当初は語学書、1975年に思想を扱う月刊誌『エピステーメー』（中野幹隆）、のちに文学、芸術、自然科学、歴史など学術分野、日常生活関連、ビジネス、学習参考書など広範を扱う。
1988年7月に岡田有希子のアンソロジー『愛をください』、1991年に篠山紀信が樋口可南子を被写体に日本初のヘアヌード写真集『water fruit』、宮沢りえのヌード写真集『Santa Fe』、ほか葉月里緒菜、大竹しのぶ、荻野目慶子、高岡早紀、かでなれおんら多数のヌード写真集、大学以来原と長く交流した児玉清が2003年に切り絵本『たったひとつの贈り物』、小林カツ代『料理の辞典』、中野京子の西洋絵画エッセイ『怖い絵』『怖い絵Ⅱ』、鎌田實『がんばらない健康法』、『スティーブ・ジョブズ 伝説のスピーチ＆プレゼン』などを出版した。
ほかに月刊誌『CNN ENGLISH EXPRESS』、2007年4月からTOEICテスト対策のEラーニング「u-CAT」なども手懸ける。

## 経営権を巡る混乱
2024年10月21日、公式サイトにおいて、経営陣が現在の経営状態について発表、労働組合もnoteにページを開設して意見を表明したほか、翌22日には朝日新聞が取材記事を配信し、経営陣が反対する株式譲渡契約を創業者遺族が締結、さらに取締役6人全員を解任するなど、混乱状態にある事が明らかとなった。
創業者の原は2023年4月に87歳で死去、原が保有している株式は妻が7割、子会社の取締役も務める娘が3割を相続していたが、遺族は原とは長らく別居状態にあり、また原のおいで2022年に社長に就任した小川洋一郎ら経営陣に対しては不満を持っていた。
当初遺族は、会社の扱いに関して経営陣に任せると伝え、経営陣は自社株買いを検討するも、本社ビルや遺族が住む住宅など複数の不動産を保有しているため10億円は必要だとされた。ところが、2024年5月に入り株式売却の話が進んでいることが判明、遺族側のファイナンシャル・アドバイザー（FA）を務めるマクサス・コーポレートアドバイザリーから提示された、買い手候補の合同会社戸田事務所による意向表明書では株式価格は4億6600万円とされた。経営陣は「提示価格が安すぎる」「好条件の買い手がいるはず」と遺族側に訴えるとともに、8月にはホワイトナイトとして取引先の印刷会社が7億円で買収する表明書を提出するが、遺族側からは曖昧な回答しかなく、FAも「法的拘束力がない」とし、遺族は戸田事務所と8億円超での買収契約を締結した。
2024年9月11日、「不動産売買に応じない」ことを理由に経営陣全員を解任すると通告、同日付で遺族2人と新代表となった人物の3人が取締役に就任したが、3人とも会社に現れず、入院中という新代表は経歴や素性が明らかにされなかった。代理が銀行の実印等を要求するも、株主の意思確認が取れていないとして会社側が拒否した状態で、株式譲渡は完了しなかった。このため、小川ら解任された取締役6人は株主総会決議の不存在もしくは無効の訴訟を起こすため、弁護士と相談し準備を進めた。また労働組合も9月中旬から新役員に団体交渉を申し入れ、10月16日にスト権を確立したが、新役員は交渉に応じない状況が続いた。一方、新代表の代理人弁護士は労組に対して「体調が悪化し入院治療を受けていた。体調が回復するまで団体交渉は遺族に連絡してほしい」と通知した。
2025年2月18日、同月14日付でNOVAホールディングスが創業者遺族から株式を買い受け、朝日出版社を買収したと朝日新聞が報じた。遺族に支払われる買収資金は10億円を超え、一部は解決金として当初の買い手にも支払われる。あわせてNOVAホールディングス社長の稲吉正樹が代表取締役会長に就任するとともに、解任前まで代表を務めた小川が代表権のない取締役社長に復帰するなど解任された旧経営陣のうち4人が復帰した。また、解任決議の有無などを争った訴訟も取り下げられた。

## 関連会社
- ブックマン社 - 朝日出版社本社ビルに同居[12]。エッセイ、料理、旅、医療からサブカルチャー、エロまで、生と性を追究する出版社を自称する[13]。